# Zaynab bint al-Harith
Zaynab bint al-Ḥārith (in arabo زينب بنت الحارث‎?; ... – 628) è stata un'ebrea che ha vissuto a Khaybar, in Arabia, nel VII secolo e che si oppose vivacemente all'attività religiosa di Maometto.

## Famiglia
La sua famiglia era di origine yemenita, emigrata nel Hijaz. Suo padre, al-Ḥārith ibn al-Ḥārith, e i suoi due fratelli, Marhab ibn al-Ḥārith e Yasīr, erano famosi poeti guerrieri. Zeynab sembra essere stata una figlia primogenita, poiché suo padre portava la kunya "Abū Zaynab". Tuttavia, aveva anche un fratello, al-Ḥārith ibn al-Ḥārith.
In estate 625 membri della tribù medinese dei B. Naḍīr arrivarono a Khaybar dopo essere stati esiliati da Medina da Maometto, dopo la Battaglia di Uhud. Tra loro c'era Sallām ibn Mishkam al-Naḍīrī, un poeta guerriero che Zaynab a tempo debito sposò. Alcune fonti suggeriscono che Sallām e Zaynab avessero un figlio, Kharija.
Genitori: al-Ḥārith ibn al-Ḥārith, Laylā bint Thaʿlaba di Khaybar
Fratelli: al-Ḥārith ibn al-Ḥārith ibn al-Ḥārith, Marhab ibn al-Ḥārith ibn al-Ḥārith, Yāsir ibn al-Ḥārith ibn al-Ḥārith
Marito: Sallām ibn Mishkam ibn Ḥuqayq dei Banu Nadir
Figli: Kharija ibn Sallām ibn Mishkam ibn Ḥuqayq

## L'assedio di Khaybar
Muḥammad assediò Khaybar nel giugno del 628. Zaynab, insieme ad altre donne e bambini, fu barricata nelle fortezze di al-Khatiba, mentre suo marito Sallam comandava la resistenza nell'area di Natat. Fu ucciso in battaglia il primo giorno e il fratello di Zaynab, al-Ḥārith, prese la difesa di Khaybar.
Nove giorni dopo, ʿAlī riuscì a penetrare nella fortezza di Na’im. Il padre di Zaynab sfidò i musulmani a singolar tenzone, secondo un'usanza allora molto diffusa, e ne uccise diversi prima che il cugino di Maometto uccidesse al-Ḥārith. Marhab ibn al-Ḥārith si fece allora avanti per vendicare suo fratello, ma dopo un sanguinoso scontro, ʿAlī uccise anche lui (una versione alternativa afferma invece che Muhammad ibn Maslama avrebbe ucciso Marhab), Il fratello di Marhab, Yāsir, corse a vendicarlo e Zubayr ibn al-Awwam lo uccise. Dopo questo, scoppiò una battaglia generale; gli ebrei furono sconfitti quando i musulmani uccisero il fratello di Zaynab al-Ḥārith.
Nei dieci giorni seguenti, Zaynab vide civili, armi e tesori portati all'interno delle fortezze di al-Khatiba mentre i musulmani conquistavano i forti nelle aree di Natat e al-Shiqq. I civili vennero spostati di notte, mentre i fortini più deboli venivano conquistati. Alla fine gli invasori trascorsero un mese nell'attacco delle tre fortezze di al-Khatiba. Non ci furono veri combattimenti, ma i difensori non poterono resistere all'infinito perché Maometto tagliò le loro riserve d'acqua; e così si arresero.

## L'agnello avvelenato per Maometto
Mentre i leader ebrei andavano a Muḥammad a negoziare i termini della resa, i soldati musulmani corsero nei castelli per raccogliere armi, tesori e prigionieri. Fu presumibilmente da questi guerrieri che Zaynab fu in grado di indagare sul cibo preferito di Maometto. Sentendo che era la spalla dell'agnello, uccise un agnello (alcune versioni dicono una capra) del suo gregge, condì la spalla con un veleno mortale e lo arrostì. Quando i negoziati sul trattato furono terminati, Zaynab si fece largo alla presenza di Maometto e gli offrì il pasto come regalo.
Un ḥadīth del Sunan di Abū Dāwūd al-Sijistānī afferma che Muḥammad si era fatto preparare un rimedio per guarire se stesso dal veleno, e che la perdonò. Altri ḥadīth parlano invece della sua esecuzione e non menzionano il rimedio. Un altro ḥadīth del Sunan di Abū Dāwūd afferma che Muḥammad pensava che fosse stato l'agnello il responsabile del suo malore.
Jābir ibn ʿAbd Allāh era solito dire che un'ebrea degli abitanti di Khaybar aveva avvelenato una pecora arrostita e che l'aveva offerta al Messaggero di Allh (ﷺ) che ne prese la zampa anteriore e ne mangiò. Un gruppo di suoi compagni ne mangiò anch'esso. Il Messaggero di Allāh allora disse: Allontana le mani (dal cibo). Il Messaggero di Allāh quindi mandò qualcuno dall'ebrea e la convocò. Le disse: "Hai avvelenato questa pecora?" L'ebrea rispose: "Chi ti ha informato?". Aggiunse: questo che ho anticipato che ho in mano mi ha informato. Lei disse di sì. Egli aggiunse: Cosa intendevi (fare)?. Ella rispose: Pensavo che se fossi stato un profeta, non ti avrebbe fatto del male; se tu non fossi un profeta, ci saremmo liberati di lui (cioè il Profeta). Il Messaggero di Allah la perdonò e non la punì. Ma alcuni dei suoi compagni che lo mangiarono, morirono. Il Messaggero di Allāh si era tenuto la coppetta sulla spalla a causa di ciò che aveva mangiato dalla pecora. Abū Hind prese la coppa con il corno e il coltello. Era un cliente dei Banu Bayada degli Anṣār.»
(dal Sunan di Abū Dāwūd, 39: 4495)
I ḥadīth attribuiti ad ʿĀʾisha e Anas b. Mālik ricordano che Maometto credeva che l'avvelenamento fosse la causa del suo dolore lancinante.
Alcuni ḥadīth menzionano gli effetti dell'avvelenamento:
(dal Ṣaḥīḥ di Bukhārī 5: 59, 713)
Ibn Isḥāq afferma che, essendo Muḥammad un vero profeta, egli sarebbe stato informato della questione e che i musulmani credevano che l'avvelenamento avrebbe portato alla morte di Maometto:
Marwān b. ʿUthmān b. Abī Saʿīd b. al-Muʾalla mi disse: l'Apostolo (di Dio) aveva detto nella sua malattia di cui sarebbe morto quando Umm Bishr bt. al-Bara venne a trovarlo, "O Umm Bishr, questo è il momento in cui provo un dolore mortale per quello che ho mangiato con tuo fratello a Khaybar." I musulmani pensarono che Muhammad sarebbe morto come martire, oltre a essere stato prescelto per l'ufficio profetico con cui Dio lo aveva onorato.»
(The Life of Muhammad, p. 516)